# Wölfnitz (Klagenfurt am Wörthersee)

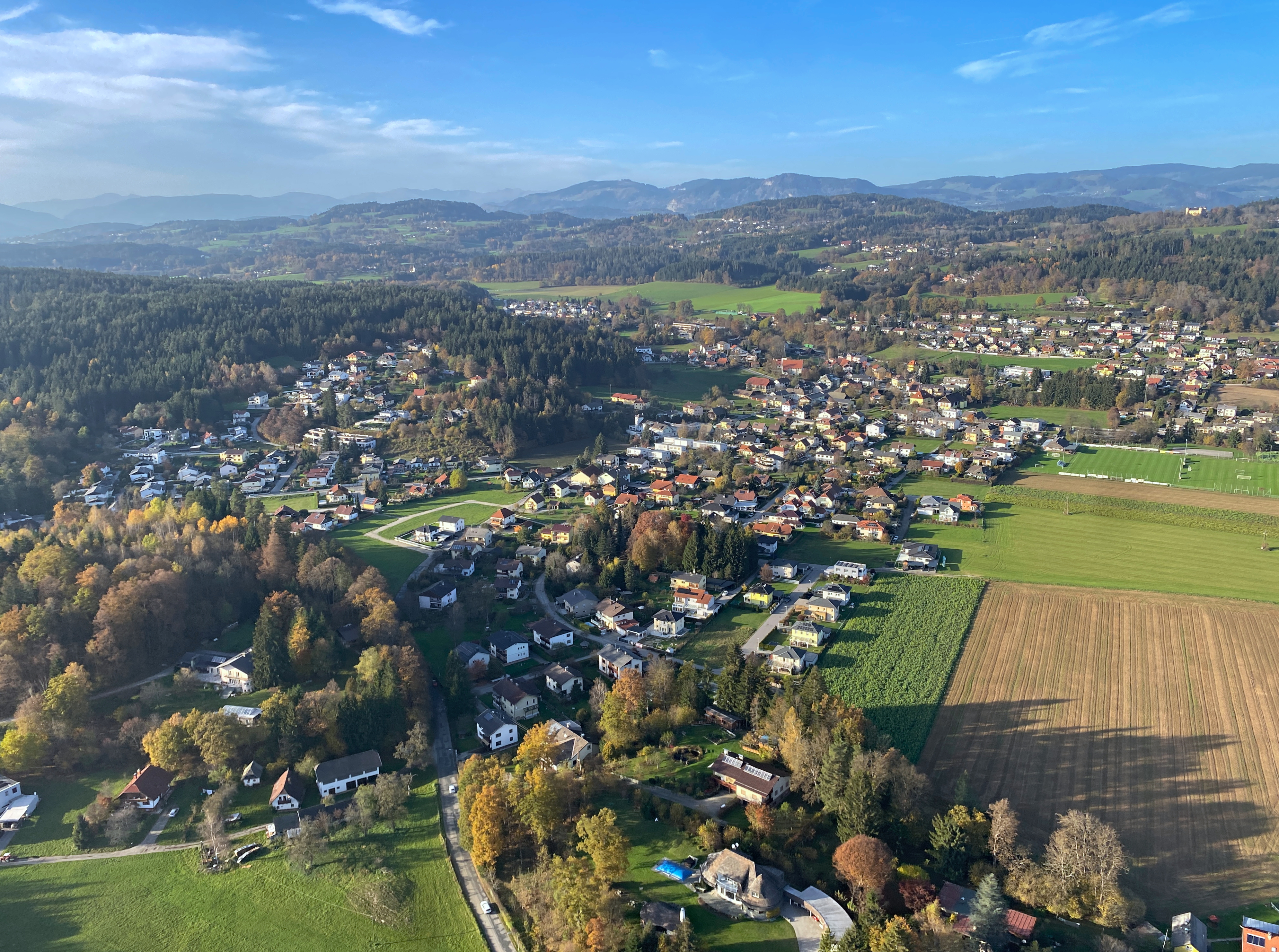
Luftbild von Wölfnitz

Wölfnitz  (slow. Golovica pri Celovcu) ist der 14. Bezirk der Landeshauptstadt Kärntens Klagenfurt am Wörthersee (Österreich).

## Geographie
Der Stadtteil Wölfnitz liegt im Nordwesten Klagenfurts und wird in Nordwest-Südost-Richtung vom Wölfnitzbach durchflossen, der dann in der Glan mündet. Er wird im Westen durch den Seltenheimer Berg (756 m) und im Osten durch den Ulrichsberg (1015 m) begrenzt.
Wölfnitz grenzt an die Gemeinden Krumpendorf, Moosburg, Glanegg, Liebenfels, St. Veit an der Glan und Maria Saal.

## Geschichte
Im Jahr 1955 wurde Wölfnitz durch die Zusammenlegung mit den Gemeinden Lendorf und Ponfeld zur Großgemeinde. Im Jahr 1969 übergab der damalige Landeshauptmann Kärntens Hans Sima den Bürgern der Gemeinde ihr neues Gemeindehaus. Jedoch erfolgte bereits im Jahr 1973 die Eingemeindung von Wölfnitz gemeinsam mit der Gemeinde St. Peter am Bichl (die heutigen Katastralgemeinden St. Peter am Kalsberg, St. Peter bei Tentschach, Tentschach, Nagra und Kleinbuch) sowie eines kleinen Teils der Gemeinde Liebenfels in das Stadtgebiet von Klagenfurt am Wörthersee. Am 21. Juni 1987 weihte der damalige Bischof Kärntens Egon Kapellari die neue Wölfnitzer Kirche. Im gleichen Jahr wurden der Pfarrkirche und dem Pfarrzentrum der Landespreis für gutes Bauen in Kärnten verliehen.
Die alte Pfarrkirche Hl. Michael existiert nicht mehr.

## Verwaltungsgliederung
Wölfnitz gliedert sich in neun Katastralgemeinden und folgende Ortschaften:
- Großbuch: Großbuch
- Großponfeld: Mörtschen, Neschka, Pitzelstätten, Ponfeld, Retschach, St. Martin am Ponfeld
- Hallegg: Hallegg, Görtschach, Trettnig, Worunz
- Kleinbuch: Kleinbuch
- Lendorf: Kuchling, Lendorf, Seltenheim, Tultschnig, Wölfnitz
- Nagra: Ehrenbichl, Emmersdorf, Nagra
- St. Peter am Karlsberg: Leiten, Lippitz
- St. Peter bei Tentschach: St. Peter am Bichl
- Tentschach: Tentschach, Weißenbach

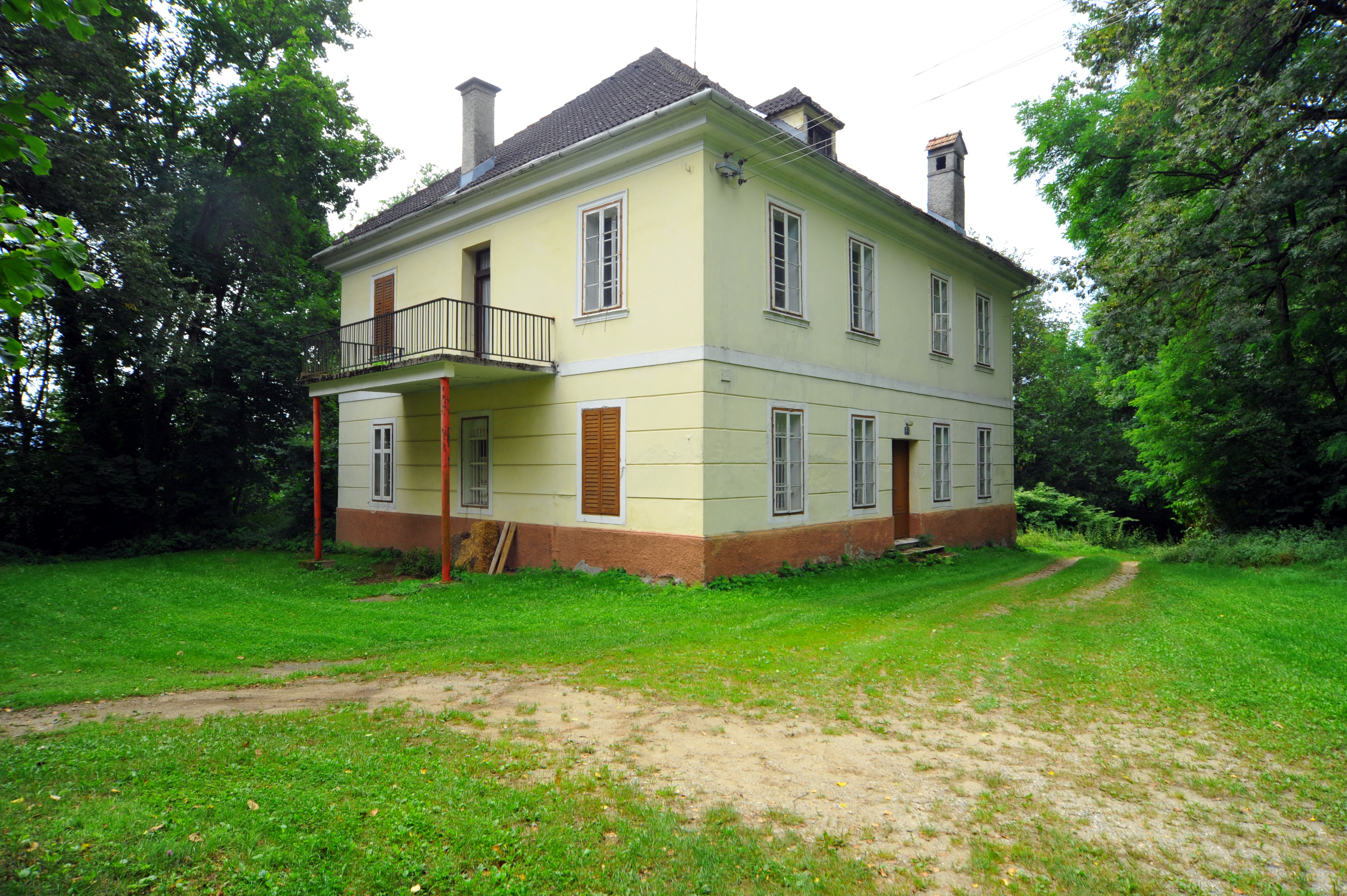
„Waldhof“ bei Ehrenbichl
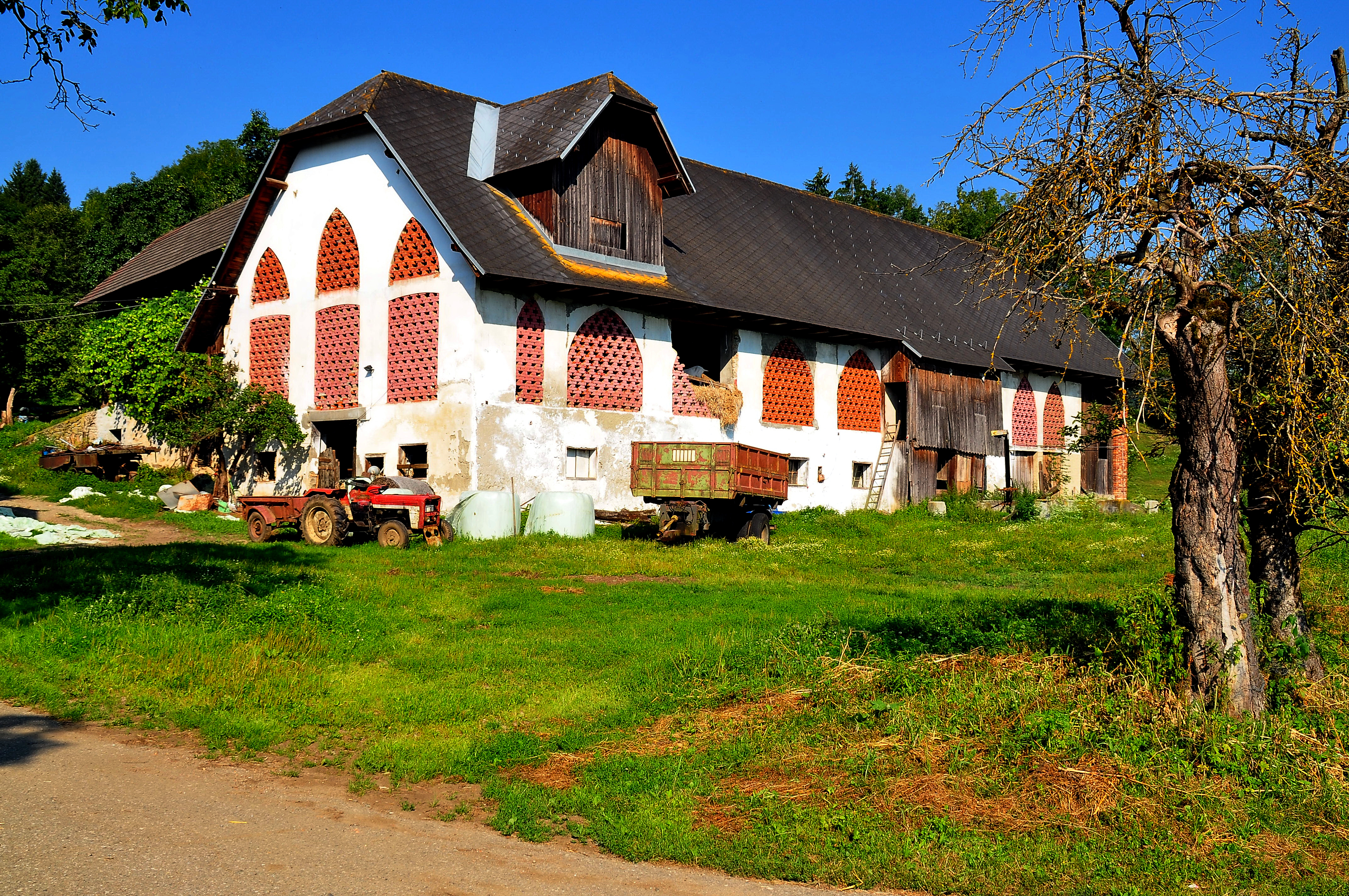
Scheune des Anwesens Meisterl, Emmersdorf-Wrießnitz
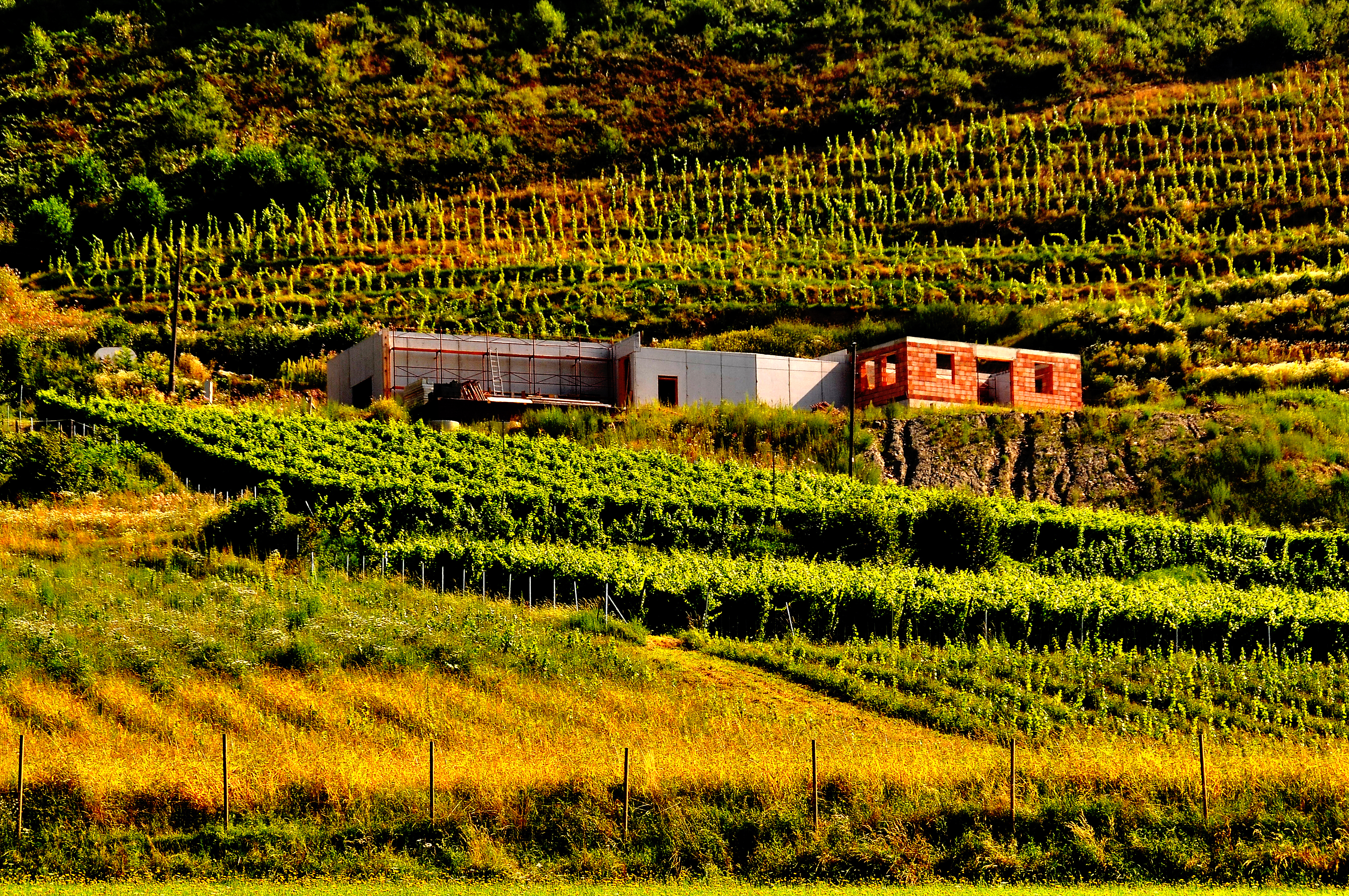
Weinberg in Leiten
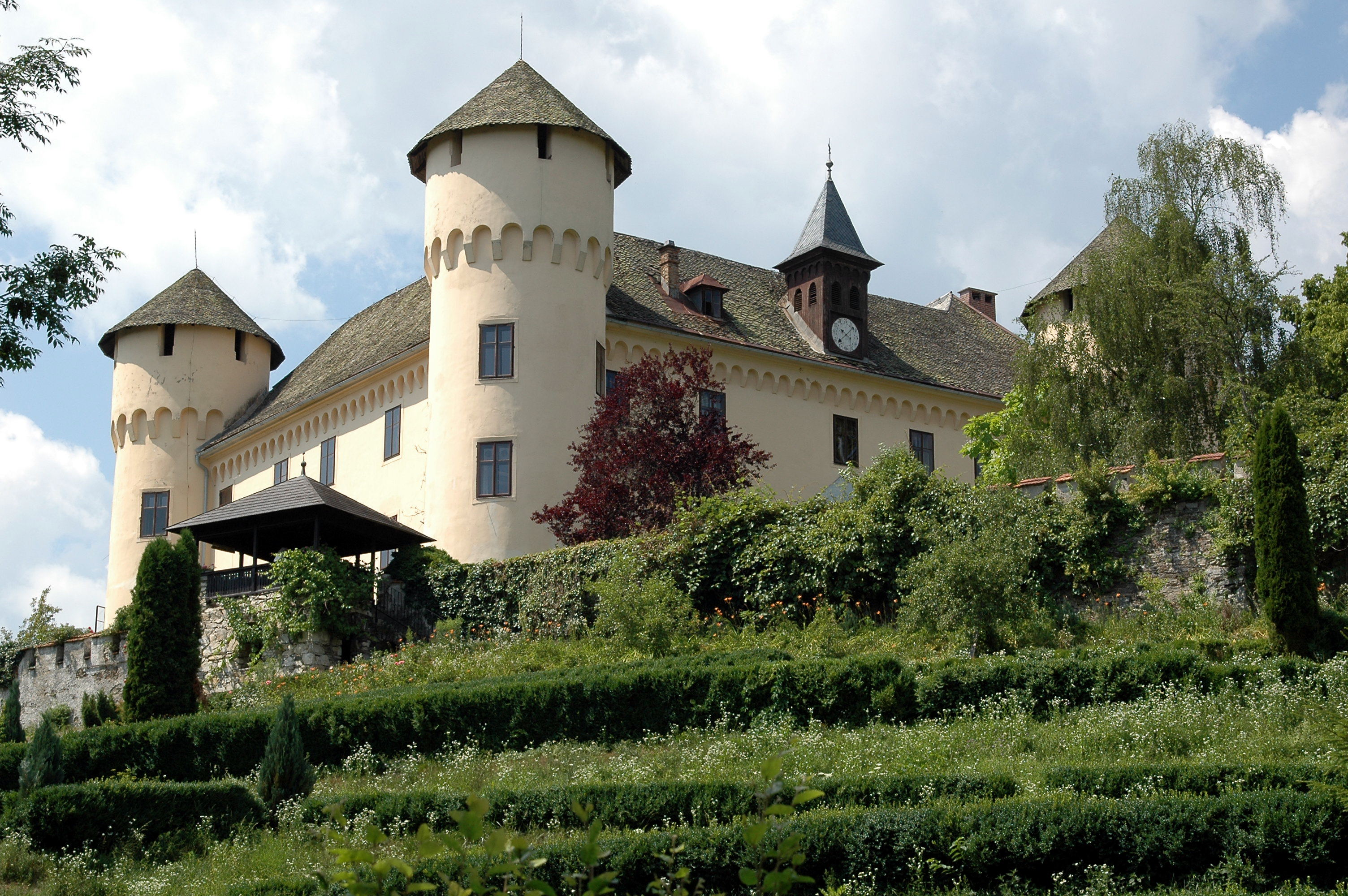
Schloss Tentschach

### Seltenheimer Chor
Die Geschichte des Singkreises Seltenheim Klagenfurt ist eng mit jener des mittelalterlichen Schlosses Seltenheim verbunden. Mit der Entwicklung zu einem der renommiertesten Chöre Kärntens vereinigt der Singkreis Seltenheim inzwischen auch Sängerinnen und Sänger aus allen Teilen Kärntens. Der Singkreis Seltenheim in Klagenfurt entwickelte sich im Laufe der Zeit hinsichtlich des zahlenmäßigen Verhältnis der Mitglieder des Singkreises bezogen auf ihr Geschlecht zu einem ausgewogenen Chor, der mittlerweile 50 Sängerinnen und Sängern umfasst.
Zu den alljährlichen Höhepunkten des Chores gehören im Sommer die Darbietungen auf Schloss Seltenheim und das sogenannte Seltenheimer Adventsingen, das zu den größten Adventkonzerten Kärntens zählt.

## Kultur und Sehenswürdigkeiten
Sakrale Bauwerke

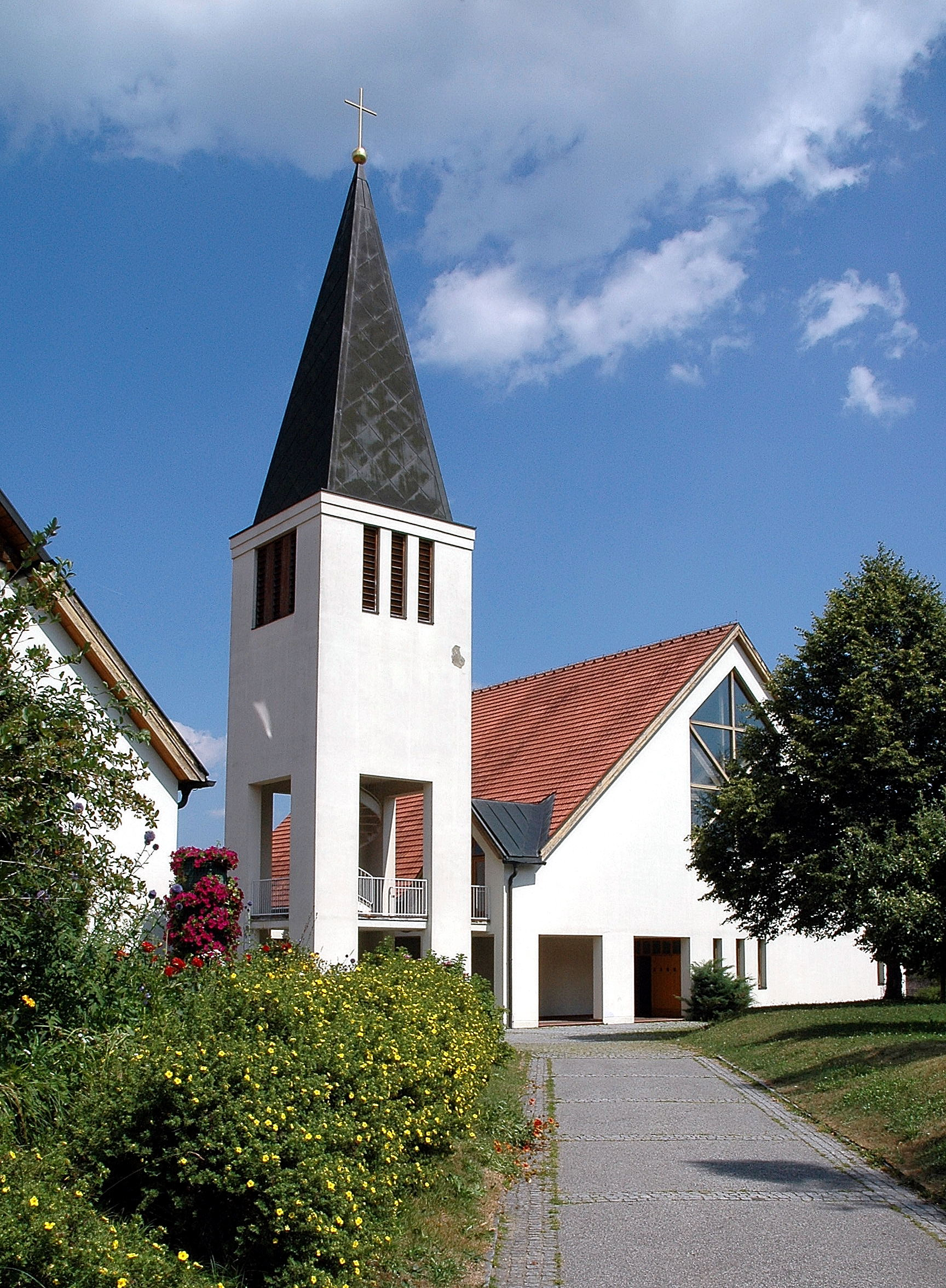
Pfarrkirche Klagenfurt-Wölfnitz

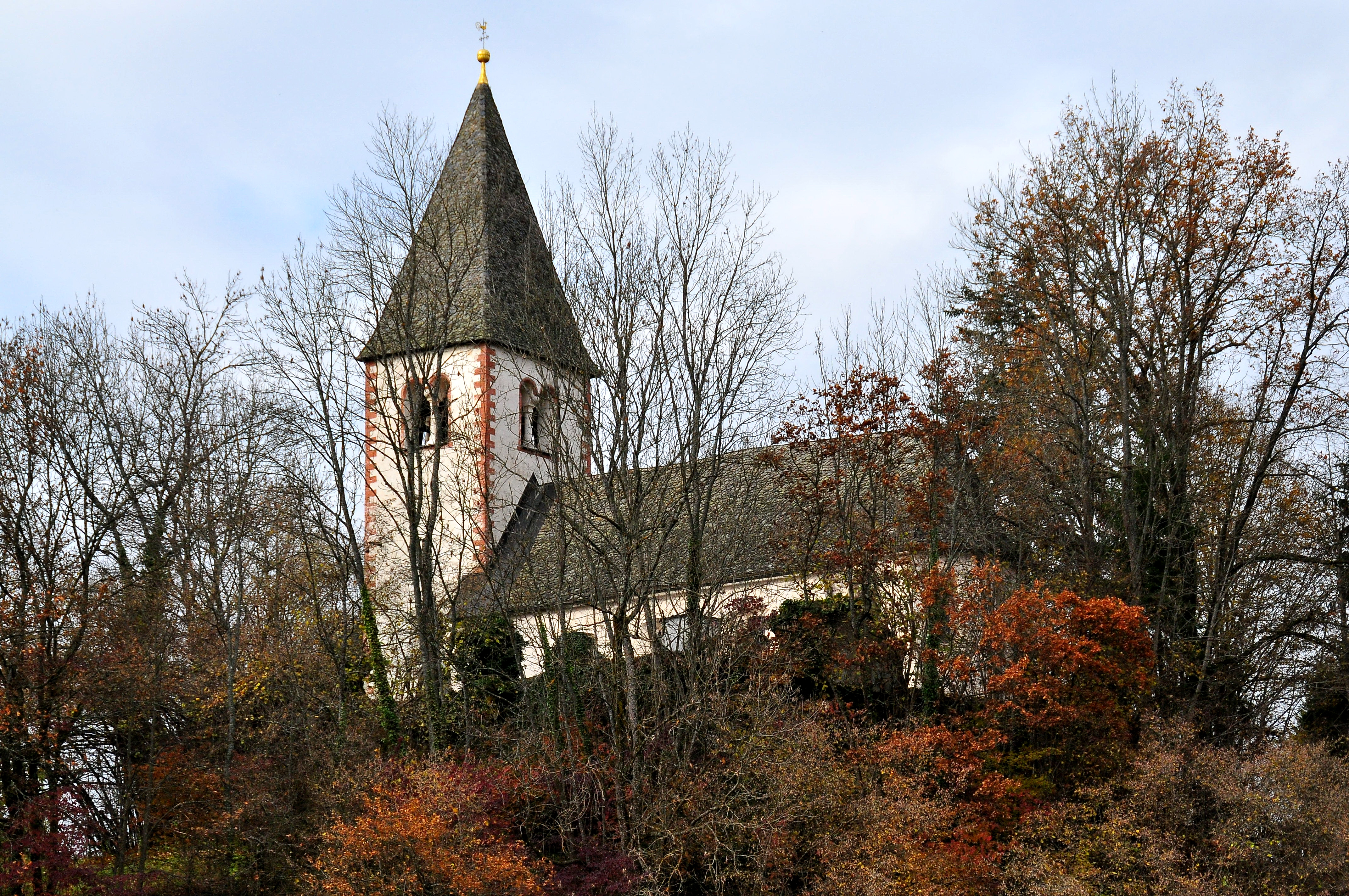
Filialkirche Seltenheim

- Katholische Pfarrkirche Klagenfurt-Wölfnitz hl. Johannes der Täufer mit Pfarrzentrum (seit 1987) in Wölfnitz
- Filialkirche St. Jakob d. Ältere im urtümlich romanisch-gotischen Stil mit eingemauerten römischen Relief- und Grabsteinen (2. Jahrhundert n. Chr.).
- Katholische Filialkirche St. Peter am Bichl
- Katholische Filialkirche Seltenheim hl. Andreas
- Pfarrkirche Sankt Martin in Ponfeld
- Filialkirche Heiliger Lorenz in Großbuch
- Filialkirche Heiliger Paul in Emmersdorf

Profane Bauwerke
- Schloss Ehrenbichl (Privatbesitz, Fam. Schlamadinger)
- Schloss Emmersdorf (Privatbesitz, Sigurd Hochfellner)
- Schloss Hallegg (Privatbesitz, Gutsverwaltung)
- Schloss Pitzelstätten (Republik Österreich, Öffentliche Schule: HLFS)
- Schloss Seltenheim (Privatbesitz, Walter Moser)
- Schloss Tentschach (Privatbesitz, Carlo Kos)

Bäuerliche Architektur in Lendorf

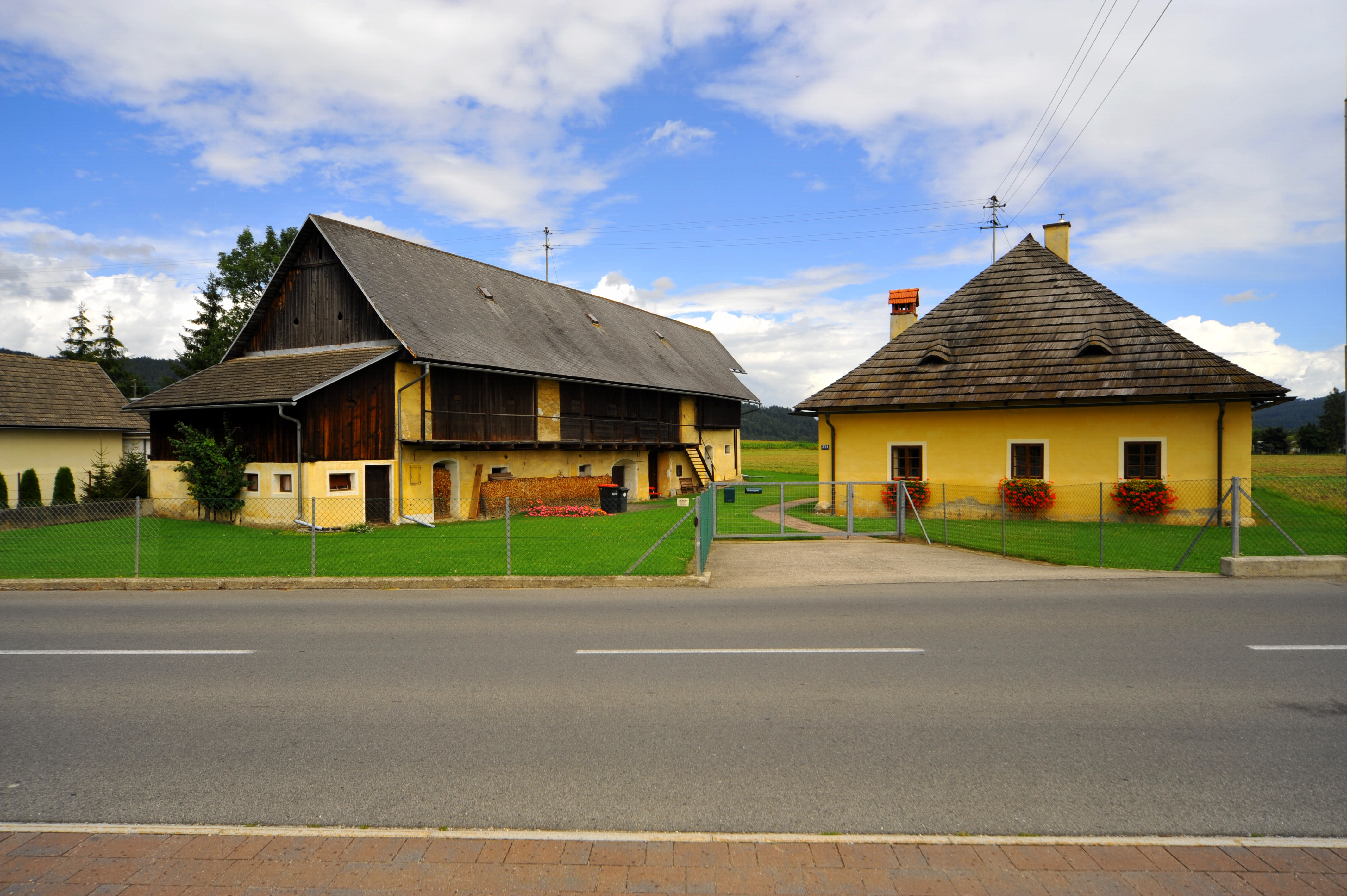
Bauernhof Tofitsch in der Feldkirchner Straße 314
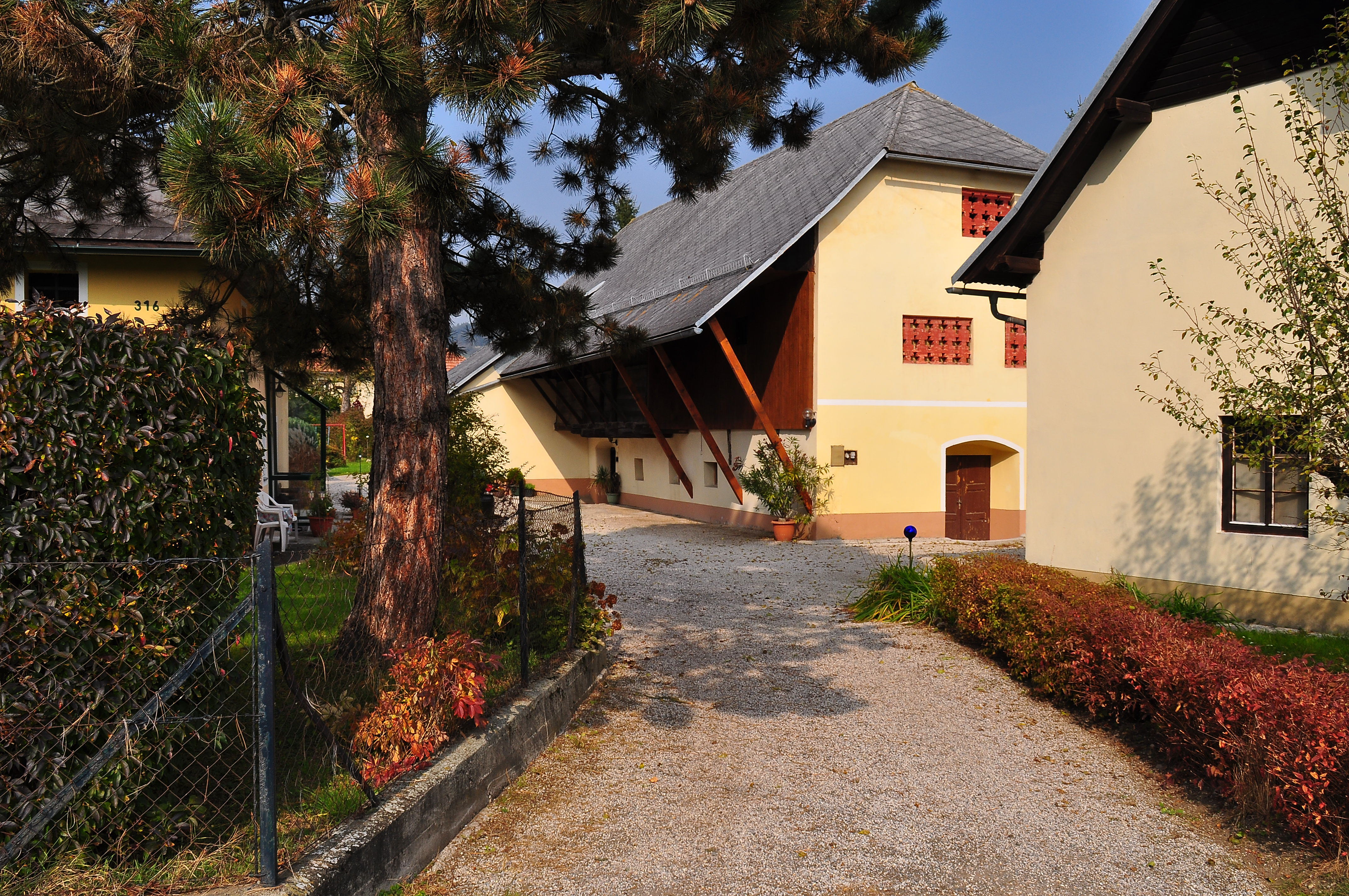
Anwesen Nusche in der Feldkirchner Straße 316
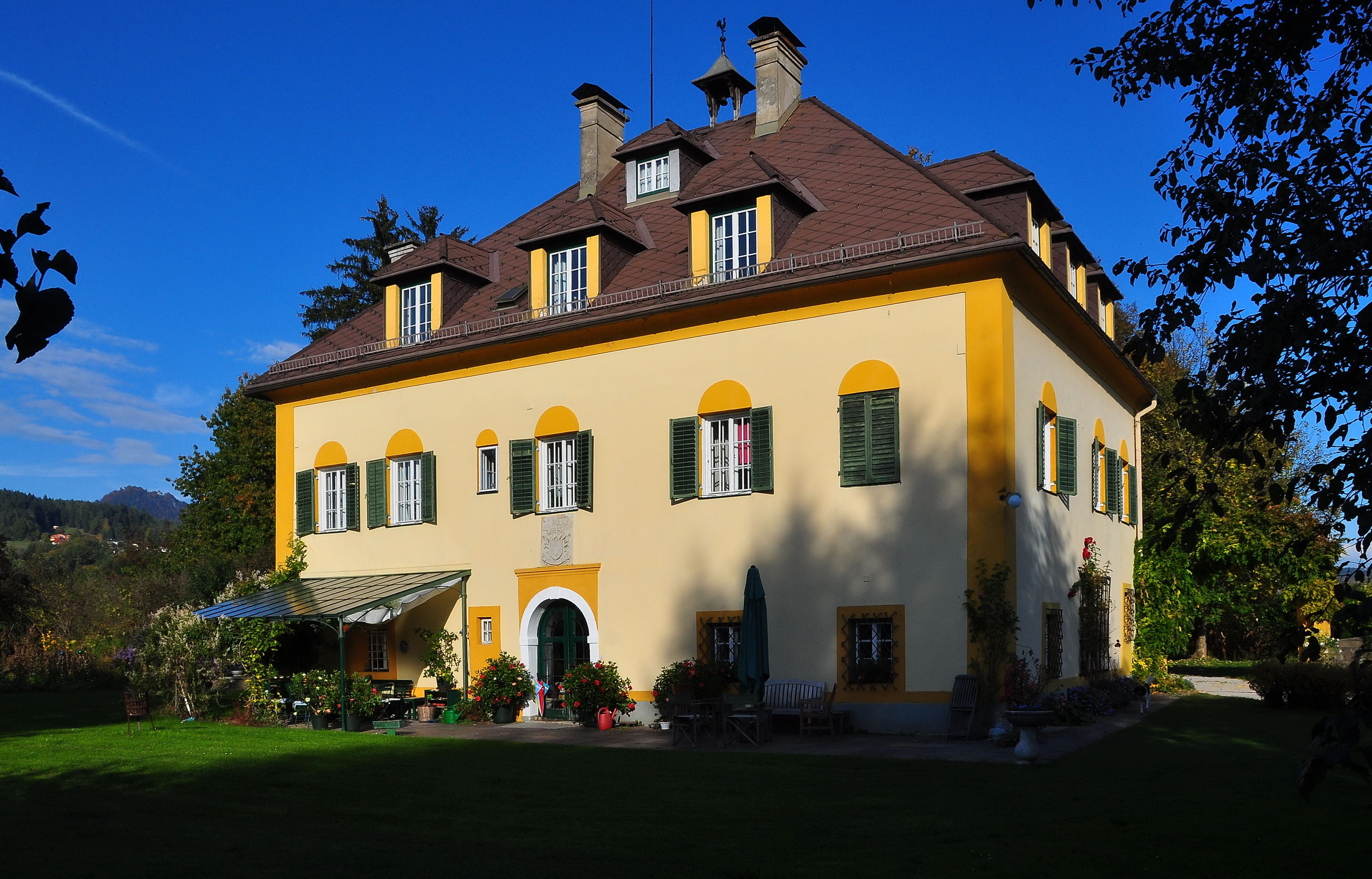
Herrenhaus vom „Schönfeldhof“ in der Feldkirchner Straße

## Wirtschaft und Infrastruktur
In der Wirtschaft des Stadtteils Wölfnitz stellen die Wirtschaftszweige Land- und Forstwirtschaft sowie holzverarbeitendes Gewerbe einen wesentlichen Faktor dar. Außerdem spielt der Stadtteil als Freizeit- und Naherholungsgebiet für Klagenfurt eine Rolle. In diesem Zusammenhang ist vor allem der Golfplatz in Seltenheim zu nennen. Anhänger des Pferdesports stehen außerdem mehrere Reithöfe zur Auswahl.

### Weingut „Karnburg“ in Leiten
Am Südhang des Ulrichsbergs wird Weinbau betrieben, und dies trotz der für das Klagenfurter Becken typischen tiefen Temperaturen im Winter. Oberhalb der Ortschaft Stegendorf in der Gemeinde Maria Saal errichteten die beiden Pioniere auf dem Gebiet des Weinbaus in Kärnten, und zwar Sem Kegley und Dr. Georg Lexer, das Weingut „Karnburg“.  Höchstwahrscheinlich wurde in diesem Gebiet bereits zur Zeit der Römer der Anbau von Wein betrieben.

## Öffentliche Einrichtungen

### Bildung
- HBLA für Land- und Ernährungswirtschaft Pitzelstätten
- Mittelschule Wölfnitz (MS 5)
- Volksschule Wölfnitz: VS23
- Volksschule Ponfeld: VS22
- Städtischer Kindergarten Wölfnitz
- Kindertagesstätte Wölfnitz

## Galerie

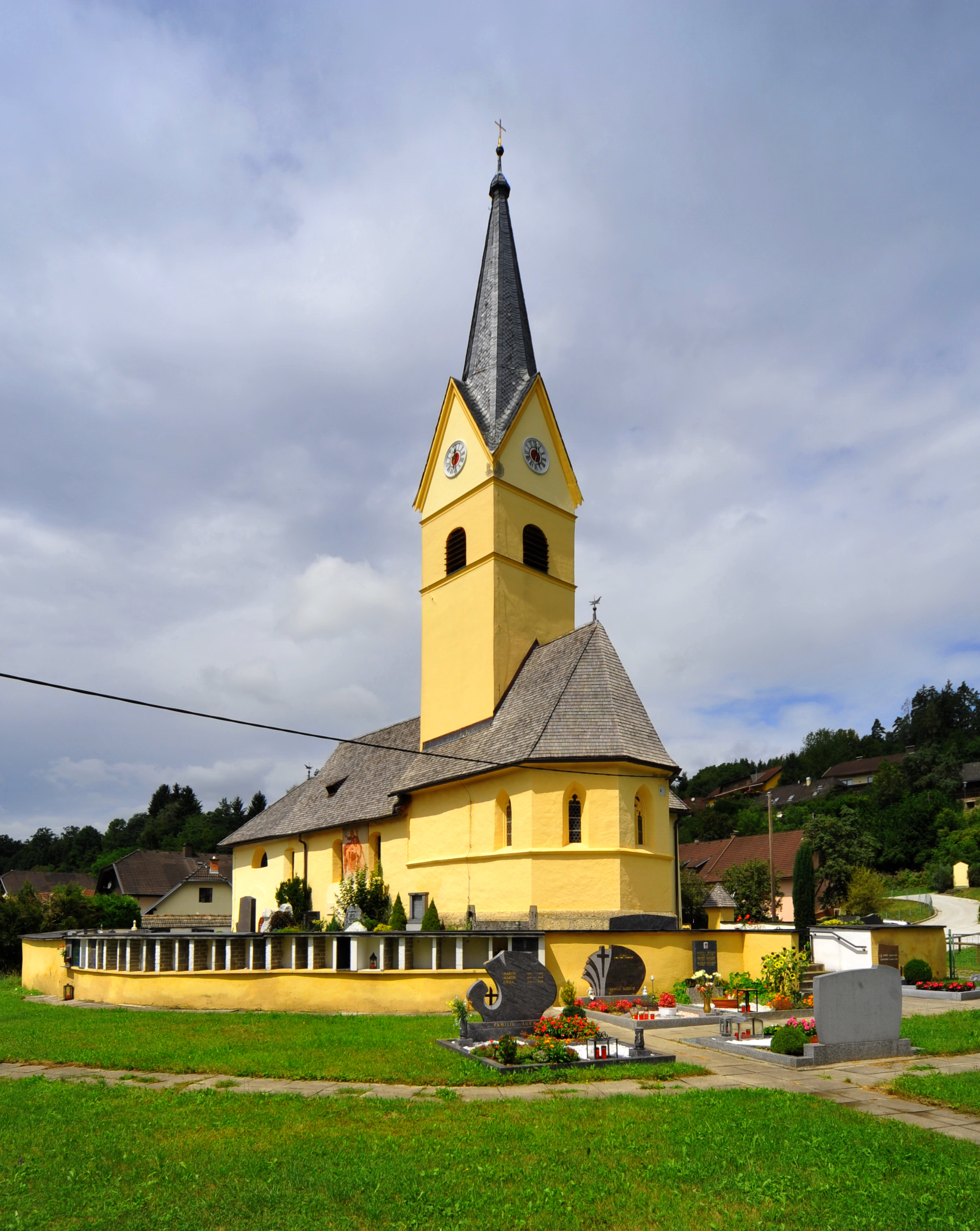
Filialkirche Heiliger Paul in Emmersdorf
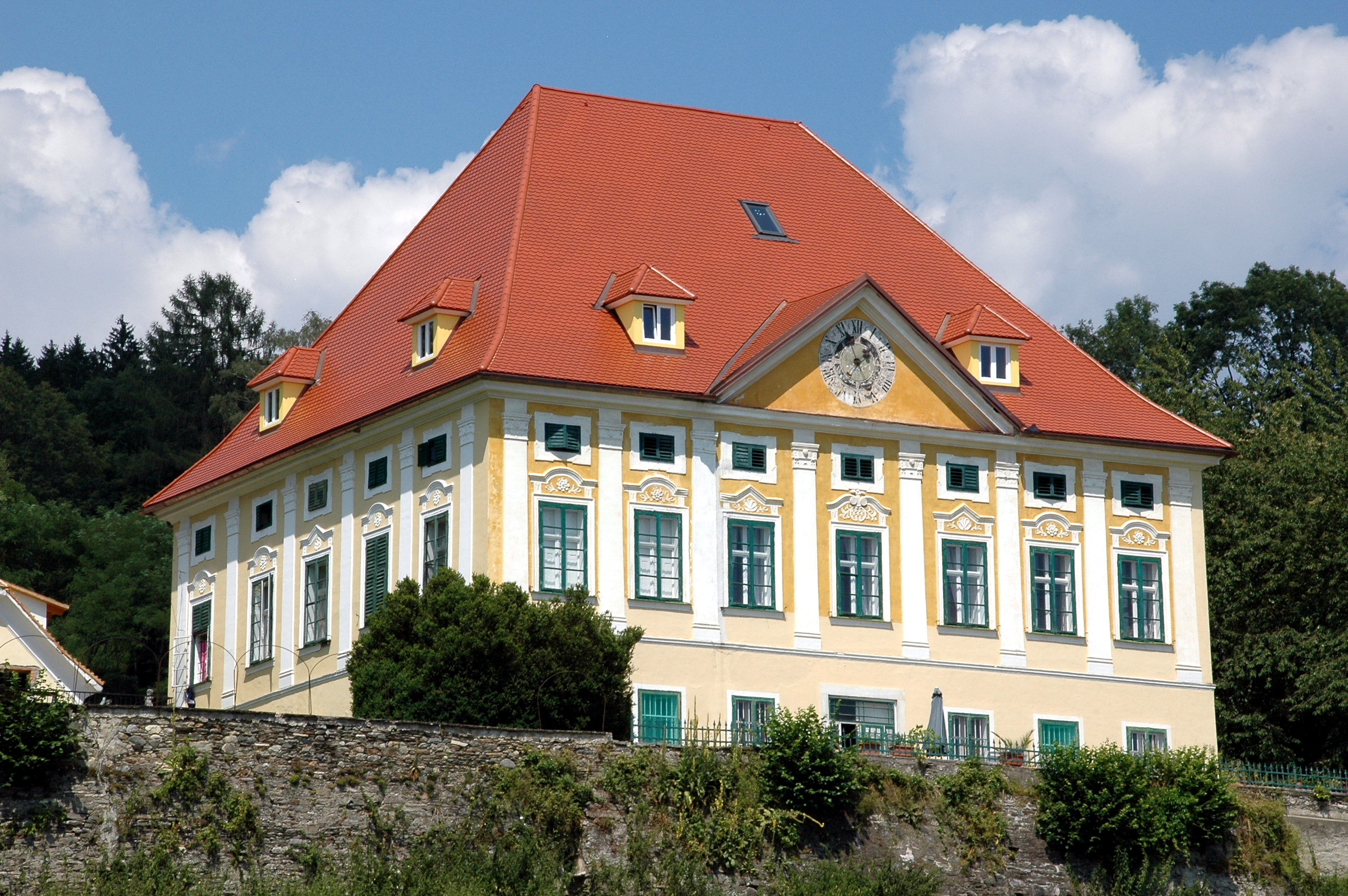
Schloss Ehrenbichl
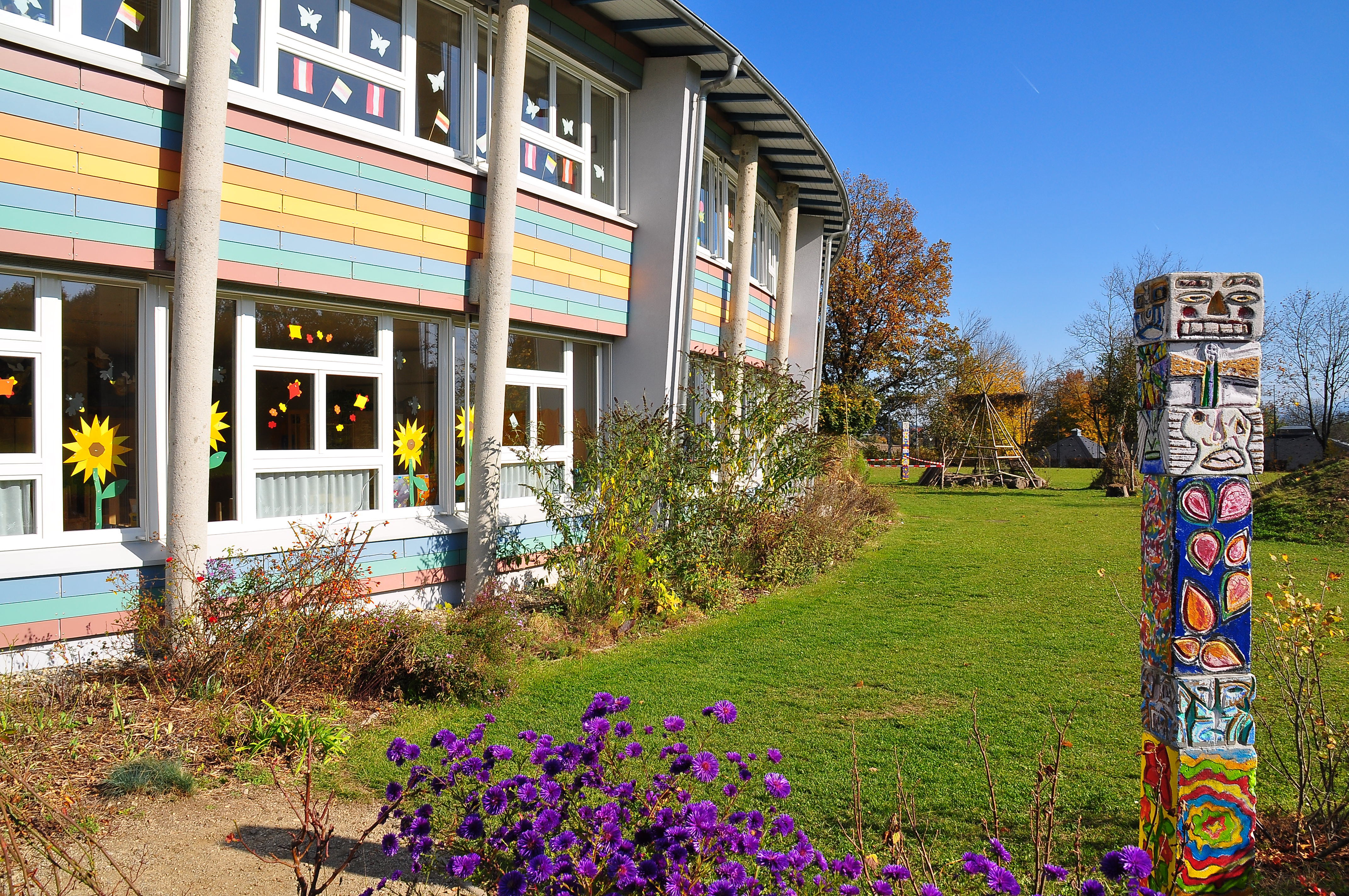
Neue Volksschule 23 in Wölfnitz
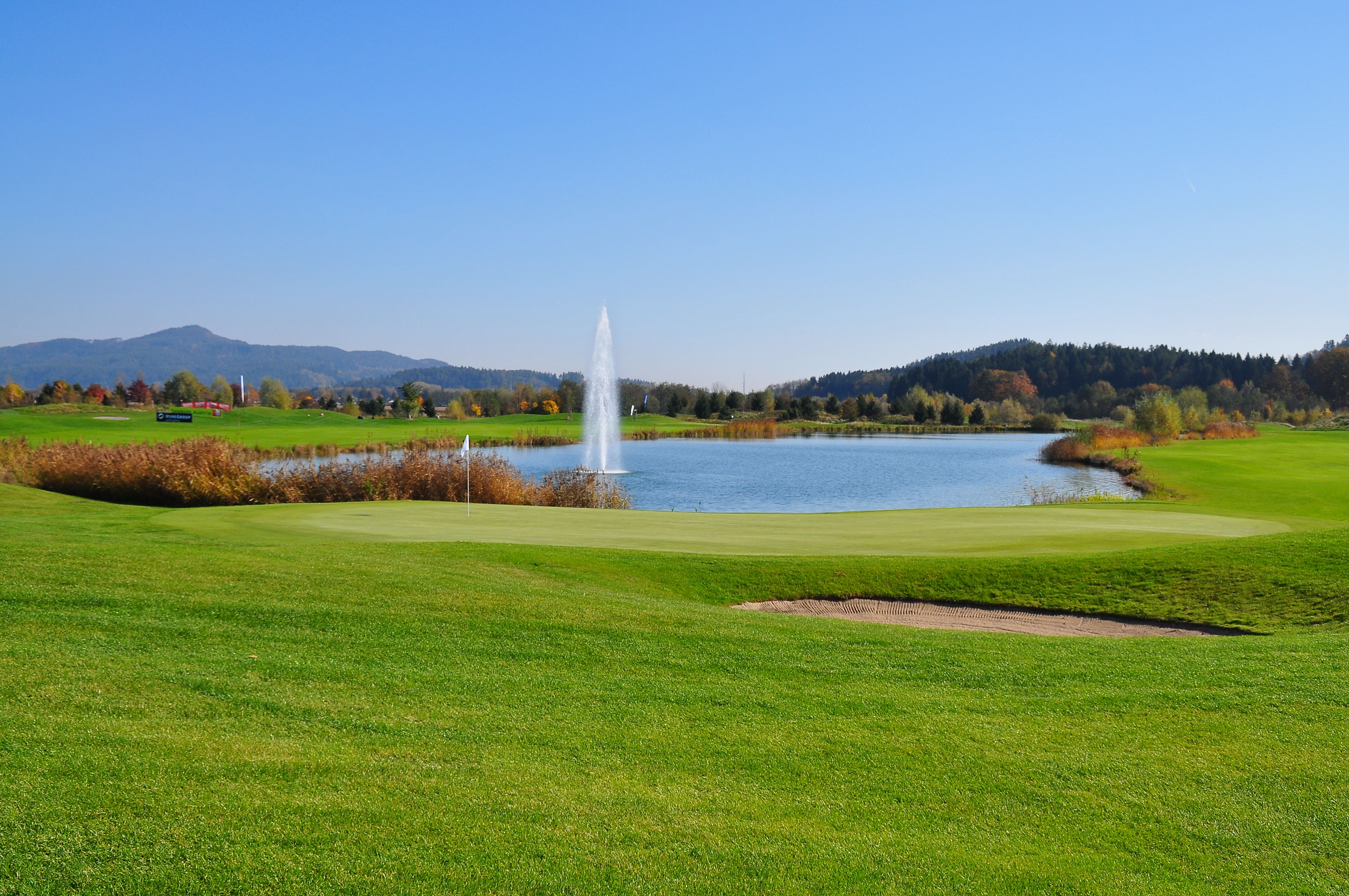
Golfplatz Klagenfurt-Seltenheim